# Ken Bennett
Ken Bennett (né en 1959) est un homme politique républicain  et actuel secrétaire d'État de l'Arizona depuis le 20 janvier 2009. Il a succédé à Jan Brewer précédente secrétaire d'État de l'Arizona devenu gouverneur après la démission de Janet Napolitano qui fit son entrée dans l'administration Obama.

## Impossibilité de succéder au gouverneur de l'Arizona
L'Arizona ne possédant pas de lieutenant-gouverneur, c'est au secrétaire d'État de l'Arizona en principe que revient le poste de gouverneur lorsque ce dernier décède, est destitué ou démissionne. Mais ce secrétaire d'État doit être élu or Bennett ne l'est pas c'est donc à Terry Goddard que revient la succession.